# Anateinoma affabilis
Anateinoma affabilis är en fjärilsart som beskrevs av Heinrich Benno Möschler 1890. Anateinoma affabilis ingår i släktet Anateinoma och familjen nattflyn. Inga underarter finns listade i Catalogue of Life.